# Wágner Pires de Almeida
Wágner Pires de Almeida (nacido el 27 de diciembre de 1973) es un exfutbolista brasileño que se desempeñaba como delantero.
Jugó para clubes como el Santo André, São Caetano, Cerezo Osaka, Guarani, Atlético Mineiro, Figueirense y Pogoń Szczecin.

## Trayectoria

### Clubes
| Club              | País    | Año         |
| ----------------- | ------- | ----------- |
| XV de Piracicaba  | Brasil  | 1995 - 1996 |
| União São João    | Brasil  | 1997        |
| Mirassol          | Brasil  | 1998        |
| Botafogo          | Brasil  | 1999        |
| Santo André       | Brasil  | 2000        |
| São Caetano       | Brasil  | 2001        |
| Cerezo Osaka      | Japón   | 2001        |
| São Caetano       | Brasil  | 2002        |
| Guarani           | Brasil  | 2003        |
| Atlético Mineiro  | Brasil  | 2004        |
| Figueirense       | Brasil  | 2005        |
| Guarani           | Brasil  | 2005        |
| Pogoń Szczecin    | Polonia | 2005 - 2006 |
| Adap Galo Maringá | Brasil  | 2006        |
| Uberlândia        | Brasil  | 2007        |
| União São João    | Brasil  | 2008        |
| Comercial         | Brasil  | 2008        |
| América           | Brasil  | 2008        |